# Fuerza Aérea Ecuatoriana
La Fuerza Aérea Ecuatoriana (FAE) es, junto al Ejército y la Armada, una de las tres ramas de las Fuerzas Armadas de la República del Ecuador. La historia de la aviación militar ecuatoriana tiene sus más remotos orígenes en 1912 pero fue iniciada oficialmente el 27 de octubre de 1920 (104 años) con la creación de la primera escuela de aviación militar, posteriormente y tras una trayectoria, a veces accidentada, logró un desarrollo institucional notable siendo una de las pocas fuerzas aéreas de Sudamérica ha desarrollado combates internacionales (contra Perú en 1981 y en 1995) sin contar los conflictos internos en los que participó.
La FAE, al igual que las otras ramas de las FF.AA., cumple además de su rol militar, una función constitucionalmente reconocida de desarrollo económico a través de la Industria Aeronáutica con la OMA DIAF, Organización de Mantenimiento Aeronáutico reconocido y certificado como OMA por EE. UU. (FAA), Ecuador (DGAC), Venezuela (INAC), Honduras (AHAC), entre otras. Participación en la aviación comercial con la empresa TAME y otras empresas relacionadas, ofrece también servicios educativos de nivel primario y medio con unidades educativas experimentales y formando soldados,infantes y soldados especialistas con la ETFA. Finalmente lleva a cabo una reconocida labor de ayuda y bienestar social con los programas Alas para la integración, Alas para la salud y Alas para la alegría.

## Historia

### Inicios
Pero sería muchos años más tarde, el 6 de noviembre de 1912, cuando llegaría el primer avión al país, se trató de un Farman con motor de 50 CV de potencia, perteneciente al chileno Eduardo Molina Lawin, este aeroplano realizó varios vuelos de exhibición en Guayaquil, despegando desde el Jockey Club. Al ser invitado a tomar parte en uno de esos tempranos vuelos, el Mayor Julio E. Jáuregui, Jefe Militar de Guayaquil, se convirtió en el primer ecuatoriano en volar en avión.
En 1911 el Club Guayas de Tiro y Aviación, con la intención de apoyar las actividades aérea en el país, se propuso preparar al primer piloto ecuatoriano, y fue seleccionado el joven Cosme Rennella Barbatto, socio fundador del club y destacado deportista, para ingresar en la Escuela de Aviación de la Sociedad Chiribiri & C., de Mirafiori (Turín), Italia donde se brevetó de piloto el  28 de agosto de 1912. Posteriormente Rennella, patrocinado por la mencionada organización, transportó al Ecuador el primer avión de propiedad nacional, se trató de un monoplano del tipo Chiribiri 5, con motor de 50 caballos y el 8 de octubre de 1913 en el Jockey Club de Guayaquil, se realizó la ceremonia de bautizo de este avión con el nombre de Patria Nº1 y realizó vuelos de prueba ante el entusiasmo de la multitud congregada, lamentablemente esta iniciativa privada no logró el necesario apoyo oficial y poco después Rennella se ausentaría del país por más de 10 años, recorriendo varios países del continente impulsando la aviación y participando en la Gran Guerra.
Otro precursor de la aviación ecuatoriana fue Pedro Traversari Infante, oficial del ejército, que obtuvo su brevet de aviador militar en Chile el 16 de agosto de 1917 realizando vuelos de demostración en Guayaquil en junio de 1919 y junio de 1920.
El impulso definitivo para la institucionalización de la aviación militar ocurrió por intermedio de un entusiasta periodista guayaquileño José Abel Castillo director propietario del Diario El Telégrafo quien de su peculio adquirió un Hanriot HD.1 al que bautizó como Telégrafo I, este avión al mando del piloto italiano Elia Liut realizó su primer vuelo en Guayaquil el 8 de agosto de 1920, el coronel Francisco Gómez de la Torre, Jefe de la Zona Militar de Guayaquil, después de presenciar el vuelo, envió al Presidente de la República y al Jefe del Estado Mayor, un telegrama en el que destacó la enorme importancia que tenía la aviación y la necesidad de apoyo a esta actividad, poco tiempo después, el presidente Dr. José Luis Tamayo logró que el Congreso Nacional emita un decreto con fecha 27 de octubre de 1920, autorizando el establecimiento de la escuela militar de aviación, siendo esta fecha la que se considera como génesis de la FAE.
Durante los años veinte y los años treinta la aviación militar ecuatoriana como unidad subordinada al ejército estuvo orientada básicamente por pilotos y consejeros militares italianos a través de convenios oficiales entre Ecuador e Italia. Sin embargo frecuentemente la aviación estuvo carente de recursos y equipos, demorando el desarrollo del arma aérea en Ecuador.
El 31 de diciembre de 1943 oficialmente se reconoció a la aviación militar como una rama independiente del ejército teniendo como primer comandante al Mayor de Aviación Víctor Manuel Bayardo Tobar Albuja.

### La Segunda Guerra Mundial y Conflicto peruano-ecuatoriano de 1941

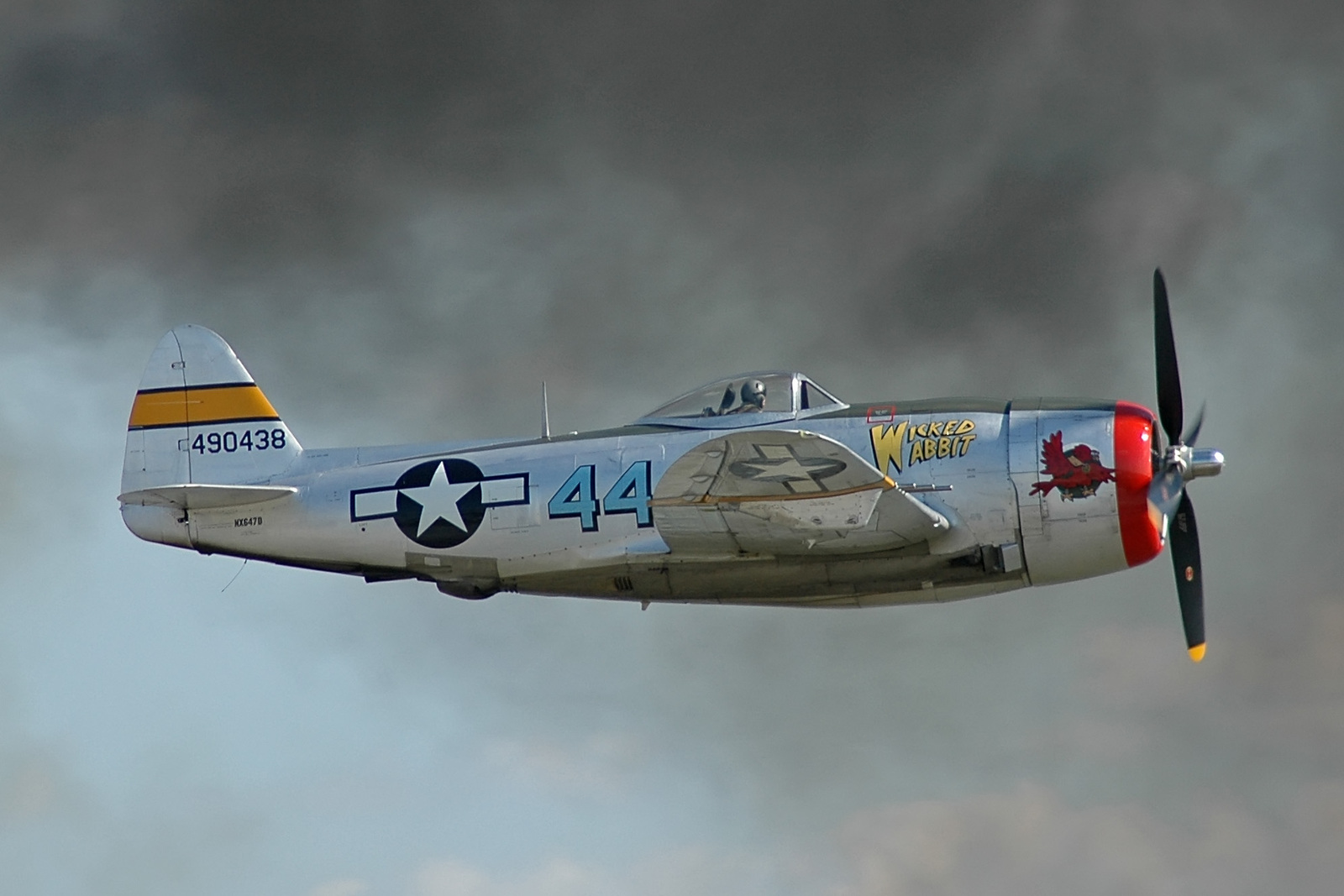
P-47D-40 Thunderbolt, durante una exhibición.

En 1940  en plena Segunda Guerra Mundial tuvo lugar la ruptura diplomática entre Ecuador y los Países del Eje (Alemania, Italia y Japón), se firma un acuerdo con EE. UU. para el establecimiento de bases aéreas en la Isla Baltra, Galápagos y Salinas, quienes eran los encargados para; la seguridad y defensa de la costa de América del Sur, así como la protección del Canal de Panamá en la costa del Pacífico, contra posibles ataques aéreos y navales japoneses, durante la Segunda Guerra Mundial.
Las unidades de vuelo asignado a la pista de aterrizaje fueron:
- Escuadrón de Bombardeo 25 (Departamento del Canal de Panamá), 21 en 1942 a 22 may 1943, (B-24 Liberator).
- Escuadrón de Bombardeo 3d, (Grupo de Bombardeo 6 ª), may 23 hasta jun 11 1943, (B-17 Flying Fortress).
- Escuadrón de Caza 51 (32 º Grupo de Caza), diciembre de 1942-marzo de 1943 (P-40 Warhawk).

Además del arribo de una misión aérea de EE. UU. para entrenar a los pilotos ecuatorianos, así se conformó el primer escuadrón de la Fuerza Aérea del Ecuador  seleccionando al  P-47 Thunderbolt como su primer avión caza.
La presencia norteamericana modernizó en su totalidad a las Fuerzas Armadas ecuatorianas; uniformes, tanques, aviones, armas y demás pertrechos para refundar nuevamente a la milicia del país, pero aún lejos de tener un armamento y capacitación estándar en relación con sus países vecinos.

#### Conflicto peruano-ecuatoriano de 1941
Sin duda el año 1941 tuvo una gran significación para la FAE en aquel entonces subordinada al comando del ejército como Inspectoría de Aviación del Ejército, a principios de julio de 1941 una serie de incidentes militares fronterizos fueron el preludio de una invasión a gran escala que lanzó Perú contra Ecuador a partir del día 23 del mencionado mes y año. Durante la invasión del Perú al Ecuador en julio y agosto de 1941 la aviación militar solo contaba con pocos aviones de entrenamiento y observación desarmados. Mientras la aviación peruana mejor equipada contó con decenas de aviones de todo tipo. La aviación militar ecuatoriana tuvo que hacer frente al Cuerpo Aeronáutico del Perú (CAP), cuyo componente aéreo del Teatro de Operaciones Norte (TON) estaba equipado con cazas monoplanos NA-40, bombarderos Caproni CA-135, transporte CA-1111 y otros tipos que sumaban 43 aparatos, en contraste la aviación ecuatoriana contaba con tres aviones biplazas de entrenamiento Curtiss-Wright CW-19R Sparrow y tres biplanos de reconocimiento y ataque I.M.A.N Ro-37 sobrevivientes del grupo de ocho que se adquirieron en 1938, ante la desvenjanta la aviación ecuatoriana únicamente pudo cumplir misiones de enlace, ambulancia y observación:

Como se ha dicho, los tres únicos aviones militares ecuatorianos en 1941, que cumplieron con misiones de reconocimiento, observación, transporte de autoridades y de heridos entre Guayaquil, Cuenca, Santa Rosa, el Golfo de Guayaquil y el Archipiélago de Jambelí, fueron los biplazas de entrenamiento Curtiss-Wright CW-19R Sparrow, distinguidos con los
números 50, 51 y 53, según testimonio del Registro de Vuelos de la Base Aérea Simón Bolívar, el mismo que reposa en el Archivo de la Comandancia de la Fuerza Aérea.

Uno de estos jóvenes, el Sbte. Víctor Suárez Haz, sería veinte años más tarde Comandante General de la FAE y durante la invasión peruana de 1941 el destino le brindó una misión inesperada: como parte del personal de aviación fue asignado desde el Batallón Quinto Guayas a la Base Aérea Simón Bolívar, por el estado de guerra que estábamos viviendo en aquel nefasto año. Una tarde de julio, Suárez Haz se encontraba en la línea de vuelo de dicho reparto, en compañía del Alférez Rubén Cruz, cuando presuroso se acercó el Mayor Leonidas Hidalgo y les dijo que había una alerta, que la flota naval peruana estaba entrando por el Golfo de Guayaquil y que uno de los dos le debía acompañar a un vuelo de reconocimiento inmediato. Cruz tenía en su poder un mazo de cartas y echaron el cupo a la suerte, el subteniente Suárez Haz sacó la más alta y abordó el puesto trasero de un Curtiss Sparrow al que se le había adaptado una ametralladora móvil en esa posición. Por el resto de la tarde, el Mayor Hidalgo llevó el biplaza a lo largo de la costa de El Oro hasta el límite de su autonomía y visibilidad. Retornaron a Guayaquil en medio de la noche y su aterrizaje fue posible gracias a los faros encendidos de los automóviles de la Base, aliviados de verificar que el Golfo estaba libre de la presencia del enemigo.

Nuestra aviación con su viejos aparatos de escuela, con sus baterías ni siquiera para encender sus máquinas, hicieron mucho. Los pilotos que llegaron al campo de Santa Rosa cumplieron con su deber ampliamente. El Mayor Leonidas Hidalgo, Capitán Gonzalo García, Teniente Bolívar Pico y otros, desafiando a la aviación enemiga con aparatos de 200 km de crucero, con tres horas de autonomía de vuelo, transportaron varias veces correo, heridos, etc.  Volaron 53 horas durante ese mes de julio. El Mayor Hidalgo y el Teniente Pico realizaron varios reconocimientos hasta la línea fronteriza.

La superioridad aérea del Perú le permitió a la aviación peruana atacar y bombardear con impunidad a las fuerzas militares y poblaciones ecuatorianas desde Guayaquil a Sucumbios,facilitando el camino para que el ejército del Perú ocupara territorios ecuatorianos (El Oro, Loja y las provincias selváticas del este del Ecuador), dicha guerra terminó con la firma del Protocolo de Río de Janeiro, en febrero de 1942; este conflicto provocó que tanto el gobierno y mandos militares se convencieran de la necesidad de contar con una aviación militar creíble. Posteriormente a este conflicto durante los años de la SGM la aviación militar ecuatoriana se consolidó definitivamente con el apoyo de una misión militar de los Estados Unidos, país que destacó dos bases aéreas en territorio ecuatoriano para la defensa del Canal de Panamá.

### Derrocamiento del Presidente José María Velasco Ibarra
En noviembre de 1961 la FAE tuvo gravitante incidencia en el derrocamiento del entonces Presidente José María Velasco Ibarra quien previamente había ordenado cerrar el Congreso declarándose un gobernante de facto, ante esta situación la protesta popular fue finalmente acogida por las FF.AA. que desconoció al gobernante pero ocurrió una diferencia de opiniones entre los oficiales sobre el sucesor constitucional del derrocado presidente Velasco Ibarra, aunque en un principio el mando militar reconoció como Presidente al titular de la Corte Suprema Dr. Camilo Gallegos Toledo un batallón del ejército, el Chimborazo del arma de ingenieros, se rebeló y apoyó como sucesor al vicepresidente Carlos Julio Arosemana Monroy, esto provocó que la FAE sobrevolara amenazadoramente el cuartel de esta unidad sin llegar a bombardearlo debido a que el teniente Frank Vargas Pazzos logró convencer a sus superiores y compañeros de no atacar a los soldados del ejército contrarios al alto mando, habida cuenta de que un hermano de teniente Vargas era oficial del mencionado Batallón Chimborazo. Finalmente al no poder contar con el apoyo total de la FAE el mando militar se allanó a reconocer como Presidente de la República al Dr. Carlos Julio Arosemena.

Entonces, entre aclamaciones y aplausos abandonó el Panóptico para asumir el poder. Desgraciadamente “...se presentaron discrepancias en el ejército. Un sector se declaró partidario del Dr. Camilo Gallegos Toledo, Presidente de la Corte Suprema. Los aviones de Taura definieron la situación a favor de Arosemena quien llegó al poder envuelto en una ola de gran fervor cívico” (E. Muñoz Borrero.- En el Palacio de Carondelet, p. 559).

### Conflicto de Paquisha durante enero y febrero de 1981

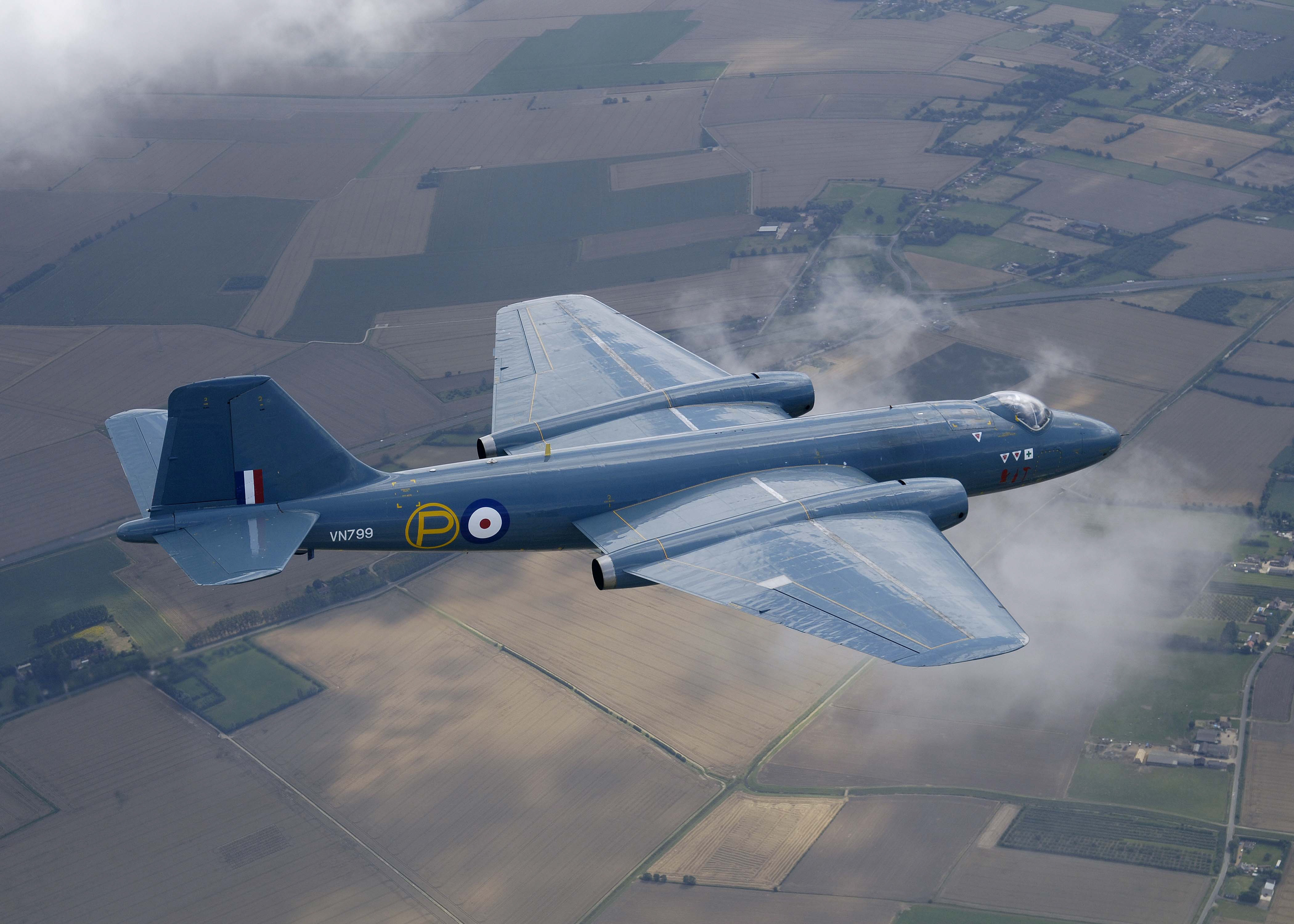
Camberra Inglés.

Cuarenta años más tarde al conflicto de 1941 una vez más Ecuador y Perú se enfrentaron militarmente por pocos días entre el 22 de enero y el 5 de febrero de 1981, esta vez el foco de conflicto fue una zona no delimitada de la frontera en la región de la Cordillera de Cóndor donde fuerzas peruanas atacaron destacamentos militares ecuatorianos conocidos con los nombres de Paquisha, Mayaicu y Machinaza. En esta ocasión la FAE era un factor a tomar en cuenta equipada con aviación supersónica que incluían aviones Jaguar MK.1 y Mirage F-1 armados con misiles aire-aire, además de bombarderos Canberra MK.6, aviones A-37B Dragonfly, Strikemaster MK.89, Lockheed T-33, Meteor FR.9, Lockheed P-80 y una variada aviación de transporte. La FAE se movilizó totalmente realizando centenares de patrullas de combate y misiones de transporte.
En el marco de este conflicto se produce el primer combate aéreo en la historia de la FAE y de la FAP:

El 28 de enero de 1981 se realizaría la primera acción de combate aéreo real librada en la historia por aviones de la Fuerza Aérea Ecuatoriana. Ese día, a las 14h00, durante un vuelo de reconocimiento armado sobre la ladera oriental de la Cordillera del Cóndor, en el rumbo Los Encuentros-Paquisha, el A-37B FAE 384, tripulado por el Capt. Rommel Romo (Líder) y el Tnte. Jorge Gabela, junto a su Número 2, el A-37B FAE 381, del Tnte. Víctor Peña y el Tnte. Galo Chico, se trabaron en Dog Fight con dos A-37B peruanos de similares características. El Tnte. Chico alertó por radio: “¡Boogey a las 12!”, hubo un pequeño instante de confusión en las tripulaciones; el Tnte. Chico notificó otra vez: “¡Boogey a las 8!”, entonces fueron localizados; eran dos aviones que volaban sobre la línea de la cumbre y un poco más alto que los nuestros. Viraron fuerte hacia ellos y uno se dirigió hacia el FAE 384 mientras a la vez realizaba un rol lento para de inmediato quedar por debajo y delante de éste a unos 400 m; el Capt. Romo le disparó su dotación de cohetes aire-tierra sin lograr su objetivo; de igual manera durante la persecución agotó los cartuchos de 7,62 mm de su ametralladora, infructuosamente; el avión peruano escapó y luego realizaron un viraje de 180° y retornaron a su base. Mientras tanto, durante su respectivo duelo, el A-37B del Tnte. Jorge Peña recibió un impacto de bala enemiga que entró por la parte superior de su ala izquierda comprometiendo la viga del ala de su aparato. Logró regresar sin problemas a su base y luego que fue reparado se reintegró a sus actividades de combate.

Una mañana, a las 05:00, una escuadrilla de cuatro aviones Jaguar Mk.1, armados con bombas de propósito general y bombas de racimo, iniciaron los procedimientos para atacar, por disposición superior, la base militar peruana Teniente Pinglo. Los pilotos eran TCnl. Alberto Naranjo Franco, líder; Capt. Eduardo Garzón Triviño, número dos; Capt. César Naranjo Anda, número tres; y Capt. Humberto Andrade como número cuatro. Cuando sus motores estuvieron al máximo de potencia iniciando su carrera de despegue, por orden del Presidente de la República, en persona, se abortó el despegue, frustrándose el ataque.

### Levantamientos del General Frank Vargas Pazzos en 1986
El controvertido Frank Vargas Pazzos ya con el grado de teniente general y siendo comandante general de la FAE fue nombrado jefe del Comando Conjunto de las FF.AA., máximo cargo al que puede aspirar un oficial general. El 7 de marzo de 1986 este oficial tuvo fricciones con el ministro de Defensa, General de División Luis Piñeiros. Vargas acusó a Piñeiros de irregularidades en la compra de un avión Fokker para TAME esperando que el presidente León Febres-Cordero haga justicia, pero no fue escuchado.
Ante esta situación el teniente general Vargas apeló a la lealtad de los mandos y subordinados de la FAE, cosa que logró en cierta medida y se trasladó desde Quito a la Base Aérea Eloy Alfaro en Manta junto con decenas de oficiales y soldados en aviones de transporte de TAME y la FAE, en dicho sitio se atrincheró con el apoyo de la población civil, se temió un grave enfrentamiento entre la FAE y el Ejército dado que este último empezó a movilizar tropas de infantería mecanizada desde Portoviejo hacia Manta, los aviones de ataque A-37B basados en Manta sobrevolaron las columnas del ejército pero sin atacarlos, tras varios días de negociaciones se acordó que Frank Vargas Pazzos sería juzgado por el Consejo de Generales y Almirantes en tanto que Luis Piñeiros, Ministro de Defensa, Manuel María Albuja, comandante del ejército, Jorge Andrade, comandante de la FAE, dejarían sus cargos; así el 11 de marzo Vargas Pazzos se entregó y fue conducido prisionero a la Base Aérea de Quito, el 12 de marzo ante contradictorias noticias que el gobierno no estaba cumpliendo el acuerdo de destituir a Piñeiros nuevamente Frank Vargas se declaró en rebeldía con el apoyo de la Base Aéra Mariscal Sucre de Quito y anunció que pretendía derrocar al gobierno, sin embargo en esta ocasión no contó con el apoyo mayoritario de la oficialidad y sobre todo de los escuadrones de combate de la FAE. El viernes 14 de marzo de 1986 el ejército sitió la Base Aérea y tras un breve enfrentamiento, que ocasionó la muertes de varios militares y civiles, la ocupó, capturando al General Vargas y trasladándolo a una instalación militar en espera de su posterior juzgamiento.

### Guerra del Cenepa durante enero y febrero de 1995

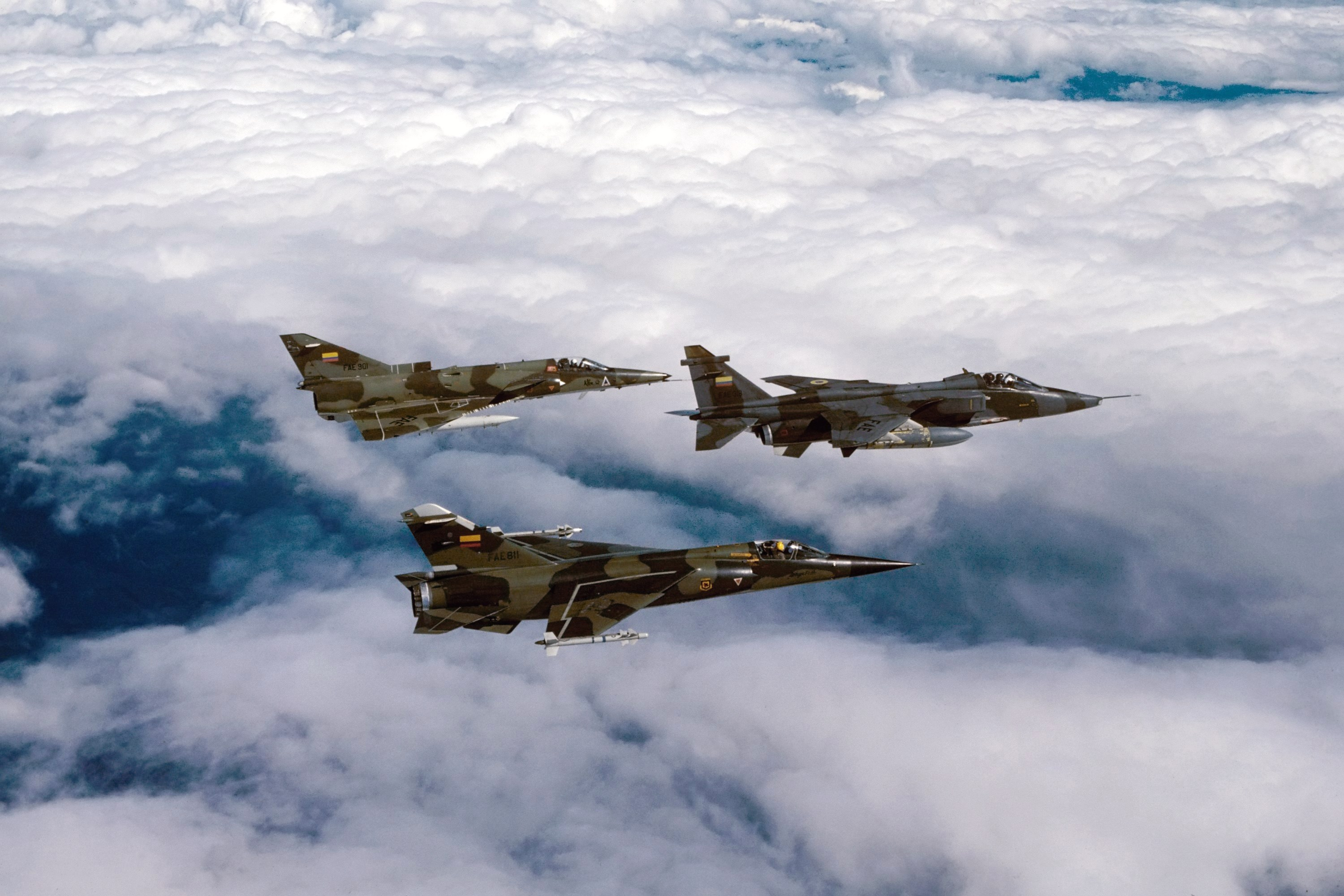
Tres aviones de la FAE en formación un Kfir C.2, arriba, y un F.1 JA, abajo, siguen a Jaguar Mk.1

En diciembre de 1994 empezó el mayor conflicto armado entre Ecuador y Perú desde 1941, nuevamente en la Cordillera del Cóndor, esta vez sobre la cuenca del río Cenepa, en un incidente que empezó con roces verbales y amenazas entre unidades militares y que escaló rápidamente a intercambios de disparos y concentraciones de tropas, hasta que el 26 de enero fuerzas militares ecuatorianas atacan y dispersan a una patrulla peruana infiltrada en la retaguardia de las líneas de defensa ecuatorianas en un sector que se denominó más tarde Base Norte, las fuerzas peruanas respondieron atacando por aire y tierra iniciando así la fase caliente del conflicto; la FAE, en situación de alerta, movilizó algunos escuadrones a posiciones de despliegue en otras pistas para afrontar un posible conflicto militar de gran escala.
La FAE contaba en enero de 1995 y como principal activo de combate con los escuadrones del ala N.º 21 en Taura, estos eran el escuadrón 2111 equipado con Jaguar MK.1, el 2112 equipado con Mirage F-1 y el 2113 equipado con Kfir C.2, adicionalmente el ala de combate N.º 23 basado en Manta desplegaba los escuadrones de entrenamiento y ataque que incluía los escuadrones 2311 equipado con Cessna A-37B, el 2312 equipado con AT-33 y el 2313 equipado con Strikemaster Mk.89, el ala roativa de la fuerza, con la función de rescate de combate, la representó el ala N.º 22 basado en Guayaquil equipado con helicópteros Alloute SA-319B y los TH-57 y Bell 212, el ala de transporte N.º 11 basada en Quito contaba con Hércules C-130, Avro 748, Sabreliner y Twin Otter DHC-6, finalmente la escuela militar de aviación Cosme Rennella de Salinas contaba con turbo-hélices T-34C. En el aeropuerto de la ciudad de Macas se constituyó el Grupo Amazonas formado por seis A-37B y dos helicópteros Alloute SA-319B, el 7 de febrero una escuadrilla de cuatro A-37B de este grupo Y comandada por el Mayor César Briones realizan la primera misión de bombardeo de la FAE sobre posiciones peruanas, no sería la última.
El 10 de febrero despegaron de la base peruana de Talara en forma sucesivas SU-22 de Grupo n.º 11 Los Tigres y los A-37B del Grupo No.7 desde Piura con la misión de bombardear las posiciones ecuatorianas.
Dos aviones Mirage F1 del escuadrón 2112 y dos aviones Kfir C.2 del escuadrón 2113 estaban en alerta permanente listos para despegar en la base aérea de Taura. Los radares ecuatorianos detectan la incursión de 5 aviones peruanos en la zona de conflicto. A las 12:49 los pilotos de la FAE reciben la orden de despegar. Los controladores ecuatorianos dirigen los Mirage y Kfir hacia los aviones peruanos.
A las 12:57 los aviones Mirage F1 con numerales FAE 807 piloteado por Mayor Raúl Banderas (líder) y el FAE 806 piloteado por el Capitán Carlos Uzcateguí (ala) detectaron en su radar y posteriormente avistaron a seis millas dos aviones Sukhoi SU-22 FAP piloteados por el Comandante Víctor Maldonado y el Mayor Enrique Caballero. Los ecuatorianos se aproximan por atrás a los aviones peruanos.
A las 12:58 el Mayor Banderas dispara un misil Matra Magic II que impacta en uno de los aviones Su-22, el Capitán Uzcateguí dispara un misil contra su blanco acertando también, inmediatamente cada piloto dispara un segundo misil sobre los blancos, los cuales son derribados, los pilotos peruanos logran eyectarse, el Comandante Maldonado pudo sobrevivir algunos días en la selva antes de fallecer, el Mayor Caballero al parecer murió inmediatamente, sus cuerpos fueron rescatados posteriormente por sus fuerzas. Los aviones Mirage regresan a su base con acciones evasivas ante una advertencia electrónica (RWR) de estar siendo "alumbrados" por el radar de otras naves.
Más tarde ese mismo día, los dos aviones Kfir C.2 con numerales FAE 905 y FAE 909 piloteados por los capitanes Mauricio Mata (líder) y Guido Moya (ala) interceptan a dos aviones A-37B de la FAP; el Capitán Mauricio Mata logra derribar a uno de los aviones peruanos con dos misiles Shafrir II, los pilotos peruanos Comandante Hilario Valladares y Gregorio Mendiola logran eyectarse y son rescatados posteriormente por sus fuerzas. El segundo A-37B de la FAP logra escapar tirándose en picada al piso, encendiendo poscombustión y volando a ras de los árboles.
Este combate es el segundo encuentro aéreo entre aviones a reacción en América, luego de los producidos en la guerra de las Malvinas, siendo el primero entre dos naciones de América con aviones jets y misiles AAM.
El 12 de febrero, durante una misión de bombardeo, un A-37B identificado como FAE 392 tripulado por el Capitán Rodrigo Rojas y el Teniente Manolo Camacho es impactado por un misil guiado superficie-aire SA-7 disparado por miembros de la FAP produciendo la paralización del motor derecho y daños en las superficies de control del ala del mismo lado, a pesar de todo los pilotos logran aterrizar la nave en la pista de Macas, el avión pudo ser reparado y fue bautizado con el nombre de Tiwinza.

### De 1996 a la actualidad
En 2008, la Agencia Espacial Civil Ecuatoriana (EXA) experimentó con la microgravedad en vuelo parabólico junto con la Fuerza Aérea Ecuatoriana (FAE), llegando a adaptar un avión militar Sabreliner para el efecto, al cual EXA y FAE llamaron 'Fuerza-G 1 Cóndor' y que ambas organizaciones afirman que es el primer avión de este tipo en América Latina. Esta fue la primera misión aeroespacial en la historia del Ecuador en la cual se logró microgravedad por primera vez sobre cielo latinoamericano durante 301 segundos.
Antaño, el Fuerza-G1 Cóndor fue un avión militar empleado por la Fuerza Aérea Ecuatoriana durante el conflicto armado del Cenepa. Una vez puesto en marcha el proyecto Dédalo por parte de FAE y EXA se da al Ecuador y Latinoamérica el primer avión de Gravedad Cero a la región.
Desde que se inició el Plan Colombia con el fin de eliminar el conflicto armado en Colombia, la erradicación de las drogas , el terrorismo, la parapolítica y falsos positivos se dio como inicio una serie de problemas como: el crimen transnacional y crimen organizado, el desplazamiento forzado. Nuevas formas de crimen como: el narcoparamilitarismo, el narcoterrorismo azotando aquel país de forma abrupta, y la presencia del ELN y las FARC-EP en zonas fronterizas. Generaría una serie de roces diplomáticos entre el Gobierno Colombiano y el Gobierno Ecuatoriano.
Los tensiones comenzarían con ataques a bases militares, aviones fumigadores usados por Colombia en su frontera con Ecuador que habían violado varias veces la soberanía aérea rociando glifosato y cosmoflux, alcanzando su punto máximo con la Crisis diplomática del 2008 tras la Operación Fénix en territorio Ecuatoriano siendo este último que declara una casus belli e iniciando el Plan Ecuador.
Si bien con Perú se superaron todos los problemas, la nueva Controversia de delimitación marítima entre Chile y Perú genero impacto en la diplomacia. Se generarían revuelos las declaraciones del lado Ecuatoriano precisando que “No hay pendientes de resolución en tema de límites fronterizos entre ambas naciones andinas”, aprovechando la coincidencia de opiniones entre los gobiernos de ambos países sobre la irreversibilidad de los límites marítimos con Perú. Si bien Ecuador no se involucra en la demanda, intervendría en demanda ante la CIJ si Perú no ratifica límites, siendo Ecuador quien descarta la posibilidad de interviniente. 

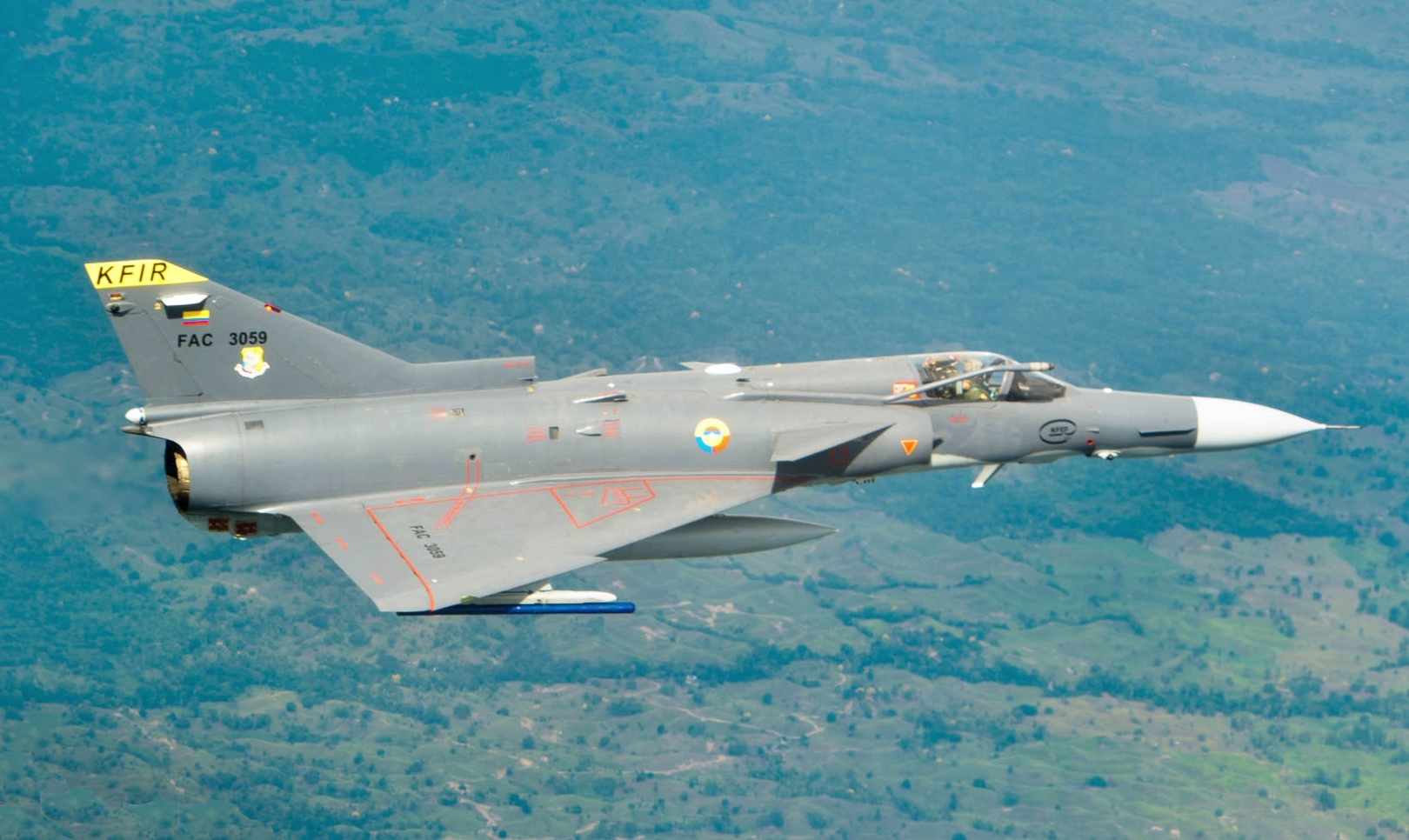
Kfir C.10
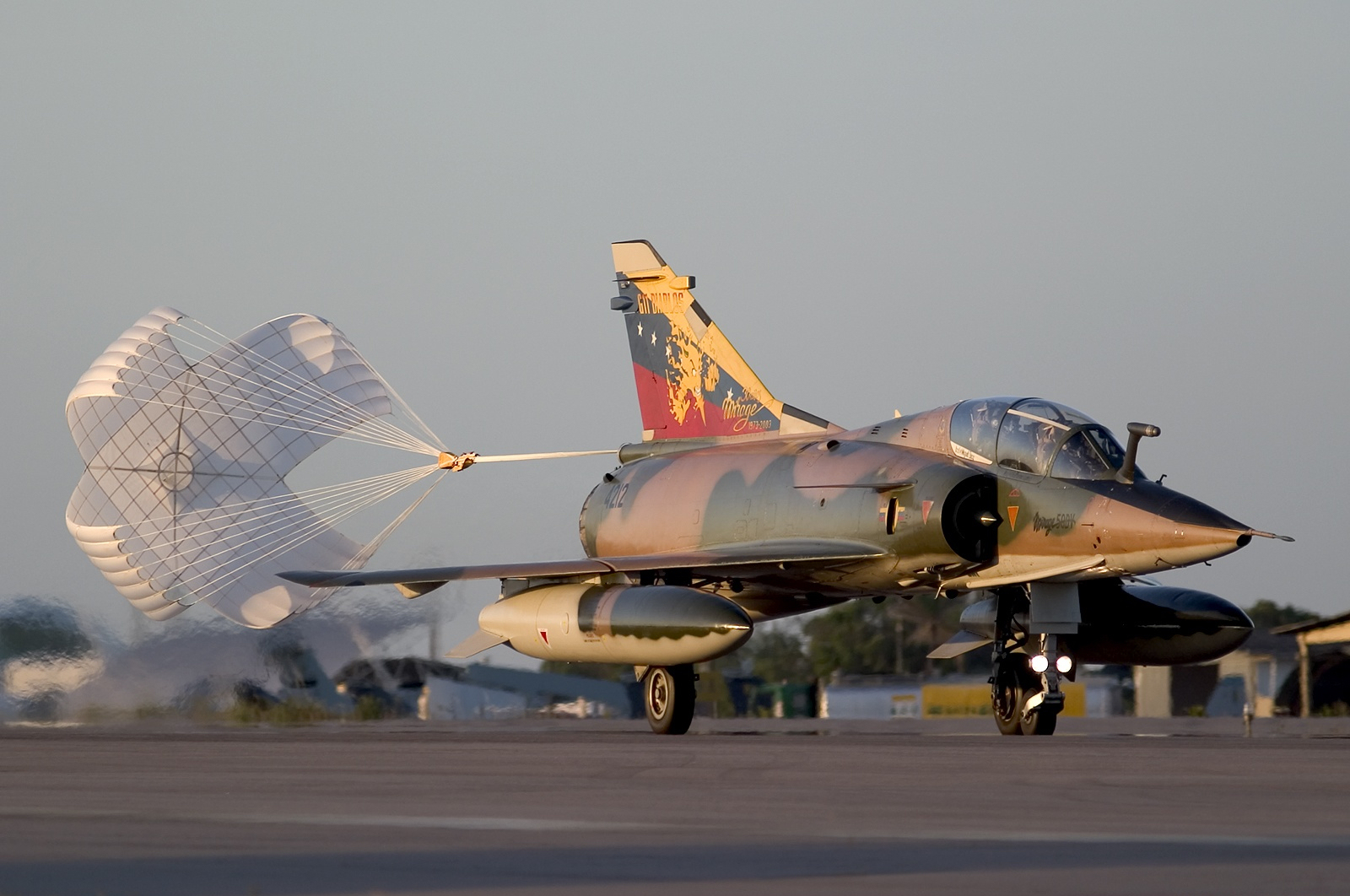
Mirage 50DV
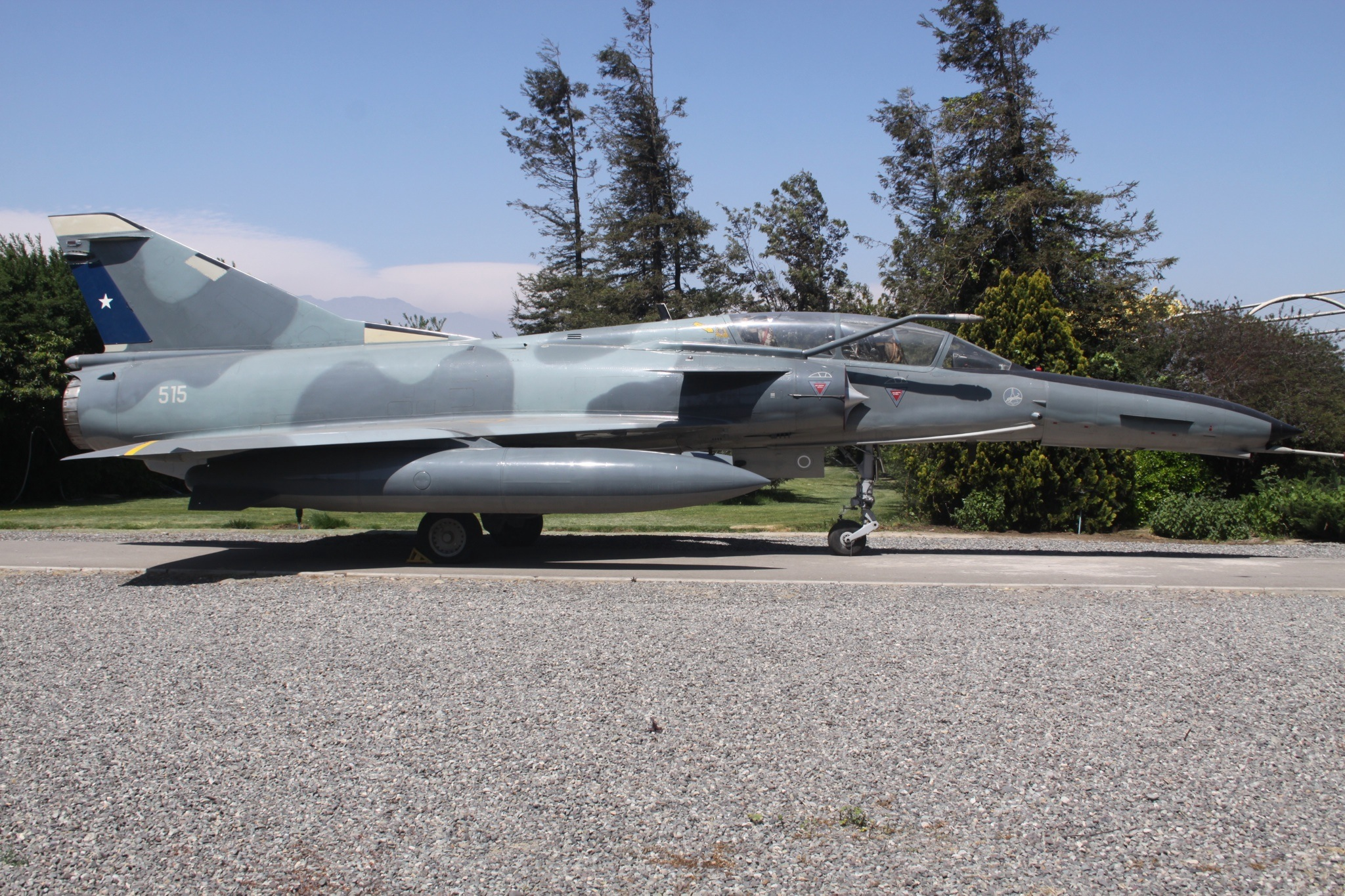
Mirage 50DC Pantera
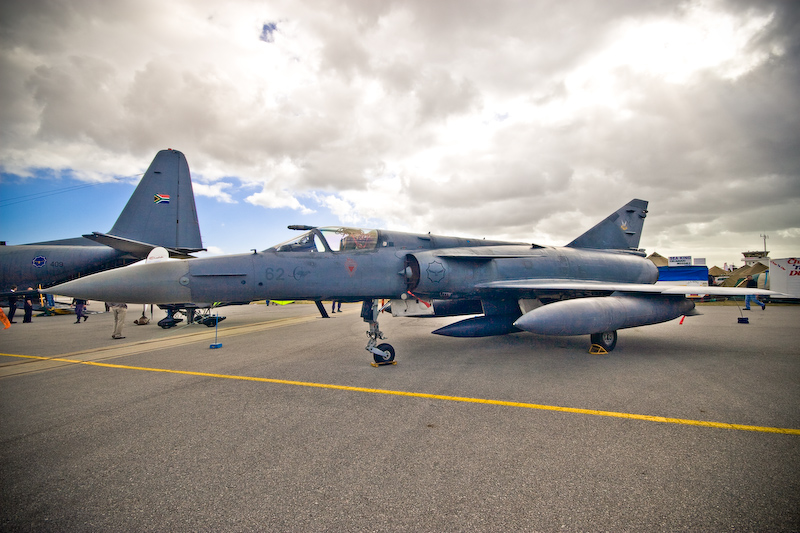
Cheetah C

Ante los incidentes internacionales ,el aumento de la tensión, la escalada de la política y sus roces, el gobierno Ecuatoriano viendo las deficiencias logísticas, la nula disuasión ante sus vecinos, la FAE busca renovar y tener superioridad aérea dado como resultado un programa de modernización y se ordena la compra de nuevos helicópteros multipropósito a la India, del modelo HAL Dhruv, con Israel se firma un contrato para la repotenciación de los cazas IAI Kfir a la variante Kfir C.10 denominación CE para Ecuador, a Brasil se le adquieren aviones tácticos modelo Embraer EMB 314 Super Tucano, un avión para el transporte presidencial Embraer Legacy 600,  se abre una licitación internacional para reemplazar los antiguos aviones de transporte Avro, se acepta en calidad de donación Mirage50EV/DV  por parte de Venezuela, según fuentes oficiales en Chile se confirma de la venta de cazabombarderos Mirage 50M Pantera  a Ecuador, si bien del lado Ecuatoriano no se niega ni se confirma la misma, se adquieren dos radares YLC-2V y dos radares YLC-18 a China,se compra aviones de combate supersónicos Atlas Cheetah  a Sudáfrica, para reemplazar a los obsoletos Mirage F-1.

## Generalidades

### Principales hitos
- El 27 de octubre de 1920, el recientemente electo Presidente de la República del Ecuador, el Dr. José Luis Tamayo, consiguió que el Congreso Nacional emitiera un decreto autorizando la formación de dos escuelas de aviación, en Quito y Guayaquil.[35]

- El 2 de junio de 1924 se inicia el II curso de aviación en la Escuela de Aviación El Cóndor.[35]

- Entre octubre de 1926 y octubre de 1927 un grupo de siete oficiales ecuatorianos recibe instrucción en la Scuola di Aviazione Gabardini en Cámeri, Italia. Tres fallecen en diferentes incidentes, cuatro regresan a Ecuador graduados.[36]

- El 21 de noviembre de 1927, la Sección Aviación, adscrita a la Zona Militar, pasa a llamarse Departamento de Aviación, dependiente del Ministerio de Guerra, Marina y Aviación.[37]

- El 10 de mayo de 1929 la Asamblea Nacional autoriza al ejecutivo la construcción de un aeródromo en Guayaquil, y para fin de año, se dispuso trasladar la Escuela de Aviación de Durán a un nuevo aeródromo en Latacunga.[38]

- El 1 de enero de 1932 se inauguró el Servicio de Correo Aéreo Militar en la ruta Latacunga-Quito-Otavalo-Ibarra y Tulcán.[39]

- El 22 de julio de 1932, a bordo de un avión Ryan B.5, llamado Ecuador I, se realiza el primer vuelo de circunvalación a la República.[40]

- El 3 de julio de 1935 se creó la Escuela Militar de Aviación en la ciudad de Guayaquil, contando con ocho aviones y un instructor de vuelo estadounidense.[41]

- El 1 de enero de 1936 se cambia la denominación de la aviación militar de Departamento de Aviación, por el de Inspectoría de Aviación, adscrita al Comando Superior del Ejército.

- En mayo de 1937 arriba una nueva misión militar italiana con ocho biplanos Alfa Romeo I.M.A.M. Ro.37, biplazas de reconocimiento y asalto.[42]

- En 1940 se firma un acuerdo con EE. UU. para el establecimiento de bases aéreas en la Isla Baltra, Galápagos y Salinas, además del arribo de una misión aérea de EE. UU. para entrenar a los pilotos ecuatorianos.[43]

- En julio de 1941 durante la guerra contra el Perú la aviación militar contaba con tres aviones Curtiss-Wright Sparrow, con los que realizó algunas misiones de reconocimiento.[7]

- El 30 de enero de 1942 el Capitán Bayardo Tobar es nombrado Jefe de la Inspectoría de Aviación del Ejército Ecuatoriano y la Escuela Militar de Aviación se traslada a Salinas.[44]

- El 31 de diciembre de 1943, mediante decreto ejecutivo se transforma la Inspectoría de Aviación del Ejército a Comandancia General de Aeronáutica. Con este decreto nace la Fuerza Aérea Ecuatoriana y el Mayor Bayardo Tobar, pasa a ser el Primer Comandante.[12]

- El 19 de julio de 1947 la FAE recibe 12 F-47D Thunderbolt formándose el primer escuadrón de combate.[45]

- En diciembre de 1954 el Ecuador ingresa a la era del jet con la adquisición del los Gloster Meteor FR.9. Posteriormente, el 29 de junio de 1955 llegaría el avión Camberra MK.6, los F-80 y los T-33.[46]

- El 28 de agosto de 1955 se inicia la construcción de la Base Aérea Taura.[47]

- El 11 de noviembre de 1956 llegan los 4 primeros entrenadores Lockheed T-33.[48]

- En enero de 1958 llegan los primeros Lockheed F-80C Shooting Star a Taura, a mediados de años se contaba en inventario con los siguientes aviones de combate: doce cazas Gloster-Meteor FR.9, seis bombarderos medianos Canberra Mk.6, cuatro entrenadores Lockheed T-33A y dieciocho cazabombarderos Lockheed F-80C.[49]

- El 4 de diciembre de 1962 se inician las operaciones de la Cia. de Transportes TAME.[50]

- El 29 de noviembre de 1968, un C-47 de la FAE, en un vuelo logístico Quito-Salinas, sufre una emergencia al apagarse sus dos motores. Los pilotos Cap. César Egas y Tnte. Galo Molina Hidalgo realizan un aterrizaje de emergencia en las faldas del Pichincha, cerca de la población de Lloa. El avión se partió en dos, sobreviviendo diez personas, falleciendo solo sus pilotos. Ha sido en único accidente en cordillera con sobrevivientes hasta el día de hoy en Ecuador.

- En octubre de 1972 llegan los primeros MK.89.[51]

- Durante el año 1975 llegan al país 12 aviones A-37B  a la Base Aérea de Taura.[52]

- El 14 de enero de 1977 se incorpora el primer Escuadrón de Combate Supersónico SEPECAT Jaguar DE de fabricación anglo-francesa.[53]

- El 24 de octubre de 1978 se inaugura la Base Aérea Eloy Alfaro en Manta.[54]

- El 26 de junio de 1979 vuela por primera vez en la Base Aérea Taura un Mirage F-1.[55]

- El 28 de enero de 1981, durante el conflicto de Paquisha, dos A-37B de la FAE entran en combate aéreo Dogfight con dos A-37B de la FAP, siendo la primera acción de combate internacional de aviones de la FAE.[56]

- El 26 de abril de 1982, se incorporan 12 unidades de caza e interdicción Kfir C.2 y dos unidades de entrenamiento Kfir TC2 de fabricación israelí comprados a IAI (Israel Aircraft Industries)[57]

- El 10 de febrero de 1995, durante la Guerra del Cenepa , el Mirage F.1 tripulado por el Mayor Raúl Banderas derribó un A-37B

### Comandantes
- Coronel de Aviación Bayardo Tovar (27-01-1944/23-07-1947)(01-09-1952/12-02-1953)
- Coronel de Estado Mayor Edmundo Carvajal (01-10-1947/16-04-1954),
- Coronel de Estado Mayor Ernesto Delgado (16-04-1951/01-09-1952),
- General de Aviación Bolívar Pico (12-02-1953/01-07-1954),
- General de Aviación Rafael Andrade (01-07-1954/01-09-1960),
- General de Aviación Víctor Suárez (01-09-1960/01-01-1962),
- Coronel de Aviación Hernán Valdez (01-01-1962/16-05-1962),
- Coronel de Estado Mayor Guillermo Freile (16-05-1962/11-07-1963),
- General de Aviación Jorge Salgado (13-07-1963/31-05-1966),
- General de Aviación José Banderas (31-05-1966/29-08-1968),
- Coronel de Estado Mayor Francisco Solorzano(01-09-1968/01-01-1979),
- General del Aire César Rohon (02-01-1969/02-12-1970),
- General del Aire Julio Espinosa (02-12-1970/21-02-1972),
- Brigadier General Jorge Izurrieta (22-02-1972/03-01-1975),
- Teniente General Luis Morejón (13-01-1975/31-03-1975),
- Teniente General Luis Leoro (16-04-1975/10-08-1979),
- Teniente General Jorge Peña (13-08-1979/01-04-1981),
- Teniente General Héctor Vásconez (11-04-1981/11-08-1984),
- Teniente General Frank Vargas Pazzos (11-08-1984/13-03-1986),
- General del Aire Jorge Andrade (07-03-1986/28-01-1987),
- General del Aire Ángel Flores (28-01-1987/04-06-1988),
- Teniente General Carlos Jaramillo (04-06-1988/10-08-1988),
- Brigadier General Mario Naranjo (10-08-1988/31-12-1990),
- Brigadier General William Birket (06-01-1991/06-01-1993),
- Brigadier General Marco Chávez (07-01-1993/18-08-1993),
- Teniente General Guillermo Chiriboga (20-08-1993/20-08-1995),
- Teniente General Fernando Martínez De La Vega (20-08-1995/10-08-1996),
- Teniente General Hernán Quiroz (10-08-1996/10-08-1998),
- Teniente General Hernán Batallas (10-08-1998/21-10-1999),
- General del Aire Ricardo Irigoyen (24-10-1999/09-05-2000),
- Teniente General Oswaldo Domínguez (09-05-2000/21-02-2002),
- General del Aire Luis Iturralde (21-02-2002/14-01-2003),
- Teniente General Ángel Cordova (14-01-2003/14-01-2005),
- Teniente General Hernán Ayala (14-01-2005/22-04-2005),
- Teniente General Edmundo Baquero (22-04-2005/02-12-2005),
- Teniente General Jorge Moreno (02-12-2005/14-01-2007),
- Teniente General Jorge Gabela (14-01-2007/10-04-2008),
- Brigadier General Rodrigo Bohórquez (10-04-2008/10-04-2010),
- Teniente General Leonardo Barreiro (10-04-2010/11-04-2012),
- Teniente General Enrique Velasco(12-04-2012/08-04-2014),
- Teniente General Raúl Banderas (08-04-2014/05-02-2016),
- General del Aire César Merizalde (05-02-2016/09-12-2016),
- Teniente General Patricio Mora (09-12-2016/09-12-2018)
- Teniente General Mauricio Campuzano (09-12-2018/21-12-2020)
- Brigadier General Gustavo Agama (21-12-2020/23-05-2021)
- Brigadier General Geovanny Espinel (23-05-2021/05-05-2022)
- Brigadier General Gabriel García (05-05-2022/28-11-2023)
- Brigadier General Celiano Damián Cevallos Calderón (28-11-2023/actualidad)

## Estructura Orgánica y Comando
Orgánicamente la FAE está bajo el comando del Presidente de la República a través del Ministerio del Defensa Nacional y el Comando Conjunto de las Fuerzas Armadas.
La organización del componente militar es la siguiente:
- Comando General de la Fuerza Aérea
  - Jefatura del Estado Mayor General de la Fuerza Aérea
    - COAD.- Comando de operaciones aéreas, especiales y defensa.[58]
      - Escuadrones de combate y rescate
        - Ala de combate n.º 21 - Taura
        - Ala de combate n.º 22
        - Ala de combate n.º 23

      - Escuadrones de transporte
        - Ala de transporte n.º 11

      - Centro de Operaciones Sectoriales
        - COS 1
        - COS 2
        - COS 3
        - Grupo de operaciones especiales de la fuerza aérea
        - Artillería antiaérea

    - COED.- Comando de educación y doctrina militar aeroespacial.[59]
      - ESMA.- Escuela Superior Militar de Aviación "Cosme Rennella Barbatto"
      - AGA.- Academia de Guerra Aérea
      - EIA.- Escuela de Infantería Aérea
      - ETFA.- Escuela Técnica de la Fuerza Aérea
      - ITSA.- Instituto Tecnológico Superior Aeronáutico
      - EPAE.- Escuela de Perfeccionamiento de Aerotécnicos

    - Dirección de Desarrollo Aeroespacial
      - Centro de Investigación y Desarrollo FAE

La organización del componente no militar es la siguiente:
- Acción Cívica[60]
  - Alas para la integración
  - Alas para la salud
  - Alas para la educación
  - Alas para la alegría
- Educación (instrucción primaria y media)
  - Unidad educativa experimental FAE No.1 Quito
  - Unidad educativa experimental FAE No.2 Guayaquil
  - Unidad educativa experimental FAE No.3 Taura
  - Unidad educativa experimental FAE No.4 Manta
  - Unidad educativa experimental FAE No.5 Latacunga
- Fundación de Asistencia Educativa Social Aérea “FAESA”.
- Entidades adscritas[61]
  - TAME.- Línea aérea comercial.
  - DIAF.- Dirección de la industria aeronáutica.
  - EMSA.- Empresa proveedora de servicios aereoportuarios.
  - SAB.- Empresa proveedora de servicia a bordo.
  - AEROSTAR.- Empresa proveedora de aerocombustibles y gases criogénicos.

Material componente de las unidades
- Ala de Transporte 11, "Siempre listos, a cualquier hora y en cualquier lugar" Base Aérea Cotopaxi, Latacunga.
  - Escuadrón de Transporte Pesado 1111
    - C-130 Hércules
    - L-100-30 Hércules
    - Boeing 727-100/200

  - Escuadrón de Transporte 1112 CASA
    - CASA C-295 (EADS CASA C-295)

  - Escuadrón de Transporte 1113 Twin Otter
    - DHC-6 Twin Otter

- Ala de Combate No.23, "Luchando Vencerás", Base Aérea Eloy Alfaro, Manta.
  - Escuadrón de Combate 2311 Dragones
    - A-29 Super tucano

  - Escuadrón de Combate 2313
    - A-29 Super tucano

- Ala de Combate n.º 22, "Para que otros puedan vivir", Base Aérea  Simón Bolívar,, Guayaquil.
  - Escuadrón de Combate 2211
    - PA-34
    - SA-316B

  - Escuadrón de Combate 2212
    - TH-57A
    - SA-316B
    - Bell 412
    - Bell 212

- Ala de Combate n.º 21, "Ayer hoy y Siempre Taura Vencer o Vencer", Base Aérea Taura, Guayas.
  - Escuadrón de Combate 2112 Cheetah
    - Atlas Cheetah.C
    - Cheetah D

  - Escuadrón de Combate 2113 Kfir
    - Kfir.CE
    - Kfir T.C2

- Ala de Combate n.º 31, "Excelencia y Victoria", Base Aérea Lago Agrio, Lago Agrio.
  - Escuadrón de Combate 2311 Dragones
    - A-29 Super tucano.

- Escuela Superior Militar de Aviación Cosme Rennella Barbatto, Base Aérea Ulpiano Páez.
  - Escuadrón Entrenamiento Aéreo
    - CeA150L
    - T-34 Mentor
    - MXP-650
    - Grob G-120

## Rangos
| Rango              |                    |                  |
| Oficiales          |                    |                  |
| Generales          |                    |                  |
| Brigadier General  | Teniente General   | General del Aire |
| Superiores         |                    |                  |
| Mayor              | Teniente coronel   | Coronel          |
| Subalternos        |                    |                  |
| Subteniente        | Teniente           | Capitán          |
| Tropa              |                    |                  |
| Suboficiales       |                    |                  |
| Suboficial segundo | Suboficial primero | Suboficial Mayor |
| Sargentos          |                    |                  |
| Sargento segundo   | Sargento primero   |                  |
| Cabos              |                    |                  |
| Cabo segundo       | Cabo primero       |                  |
| Soldados           |                    |                  |
| Soldado            |                    |                  |